# 일반 의료에 쓰이는 기구
아래는 일반 의료에 쓰이는 기구 목록이다.
- 캐뉼라
- 제세동기
- 카테터
- 인공투석기
- 심전도기
- 관장
- 가스용기
- 주사기
- 감염 관리 장비
- 살균기
- 줄자
- 할로젠등
- 의료 초음파
- 코위삽관
- 이경 (의학)
- 산소 마스크
- 피펫
- 방사선촬영
- 혈압계
- 청진기
- 석션
- 의료용 온도계
- 수혈 키트
- 소리굽쇠
- 인공호흡기
- 휴대용 시계 / 스톱워치
- 저울